# Genómica
La genómica es un campo interdisciplinario que estudia la función, estructura, evolución, mapeo y edición de todo el ADN de un organismo. Tiene como objetivo identificar y caracterizar la interacción de todos los genes y sus elementos funcionales del genoma de cualquier organismo.
La genómica también implica la secuenciación y el análisis de genomas. Los avances en este campo constituyen una revolución en la investigación médica que ha mejorado la comprensión de sistemas biológicos complejos como el cerebro.
En pocas palabras, la genómica es el estudio del genoma de un organismo (su material genético) y cómo se aplica esa información. Todos los seres vivos, desde las bacterias unicelulares hasta las plantas multicelulares, los animales y los humanos, tienen un genoma, que está compuesto de ADN.

### Sobre los genes
Se le llama genes a algunas secciones del ADN. Los seres humanos contamos con alrededor de 20.000 genes codificantes, quiere decir que contienen información para construir proteínas indispensables para construir reparar y hacer funcional nuestro cuerpo.
Ciertos genes van a definir algunas de nuestras características físicas, eso es parte de nuestro fenotipo, algunos otros genes podrán influir en el desarrollo de enfermedades o condiciones de salud como fibrosis quística, esto es parte de nuestro genotipo.
Los genes son parte vital del ADN pero no lo conforman todo, solo el 2% está representado por genes en total solo ocupa 3 mil millones de letras del ADN. Para esto se debe entender que nuestro ADN está conformado por 4 bases químicas conocidas como adenina (A), timina (T), citocina (C) y guanina (G).

#### Genómica y genética
Se diferencia de la genética ya que, en lugar de estudiar los genes individuales y sus roles en la herencia; en otras palabras, la forma en que ciertos rasgos o condiciones se transmiten en los genes de una generación a la siguiente. 
Genómica es un término que lo abarca todo y tiene en cuenta todo el ADN del genoma de una persona u organismo, tanto los genes que codifican proteínas como las regiones no codificantes. Analiza cómo se expresan los genes y la interacción entre diferentes genes. La genómica utiliza la tecnología de secuenciación de próxima generación y la bioinformática, esto le permite leer el genoma completo de una persona o un organismo de forma rápida y económica. Secuenciar el primer genoma humano tomó más de 10 años y costó millones de pesos. Hoy en día, se puede hacer en unas 24 horas por menos de 20,000 pesos.
El campo también incluye estudios de fenómenos intragenómicos (dentro del genoma) como heterosis (vigor híbrido), epistasia (efecto de un gen sobre otro), pleiotropía (un gen que afecta a más de un rasgo), así como otras interacciones entre loci y alelos dentro del genoma.

## Historia
El término "genómica" se añadió en 1986 por Thomas Roderick, dado que el genoma es una unidad funcional para distinguirlos de la genética, ya que la genómica estudia grandes regiones del ADN o genes completos. 
Un punto muy importante en la historia de la genómica se da el 25 de abril de 1953 cuando Rosalind Franklin y tiempo después James Watson y Francis Crick a través de rayos X presentaron su hallazgo de la estructura molecular en forma de doble hélice del ADN.
A partir del año 1995 se disparó la secuenciación de genomas completos, iniciando con algunas bacterias como Haemophilus influenzae y Mycoplasma genitalium. En 1996 se secuencia por primera vez un organismo eucariota Saccharomyces cerevisiae (levadura de cerveza), en 1998 se terminó la secuenciación de un organismo eucarionte pluricelular Caenorhabditis elegans.

### Proyecto genoma humano
Este proyecto se llevó a cabo con una colaboración internacional de mapeo y secuenciación del genoma humano, de 1990 hasta 2003, gracias a este proyecto se publicó por primera vez la secuencia completa del genoma humano.
En 1998, el bioquímico estadounidense Craig Venter dijo que la tecnología que se estaba utilizando era poco eficiente y muy costoso, así que decidió sumarse al proyecto con su empresa Celera Genomics aportando la tecnología "Shotgun" (secuenciación de escopeta), con la que se podía secuenciar varios fragmentos de ADN a la vez. 
En el 2001 las revistas Nature y Science anunciaron la publicación de más del 90% del genoma humano, en el 2003 se supo que el 99.9% del genoma es común entre los humanos y como último reto se generó una enciclopedia funcional del ADN (ENCODE), proyecto que aun sigue en marcha.
Con el descubrimiento de la estructura molecular en forma de doble hélice del ADN, nació el nuevo paradigma, la biomedicina. Ahora se pudieron conocer en el interior de la célula los procesos moleculares de la vida y la enfermedad. En la medicina se abrió un panorama más amplio que ha venido creciendo en forma rápida y que transformó tanto la medicina como la atención de la salud.

## Secuenciación
Es el proceso de laboratorio que se usa para conocer la secuencia exacta (orden) de los cuatro bloques o bases que conforman el ADN. La información se almacena en el ADN en un código que resulta de la disposición de las cuatro bases (identificadas por las letras A, C, G, y T) en diferentes órdenes. Para leer los 3 millones de letras del genoma se necesitan de varios equipos multidisciplinarios, secuenciar el genoma genera alrededor de 200Gb, pero se utilizan diferentes técnicas y métodos para todo esto.

### Secuenciación Shotgun
Secuenciación shotgun (secuencia de escopeta) es una técnica de laboratorio para determinar la secuencia del ADN del genoma de un organismo. El método consiste en romper el genoma en una colección de pequeños fragmentos de ADN que se ordenan de forma individual. Un programa de computadora busca coincidencias en las secuencias de ADN y las utiliza para colocar los fragmentos individuales en el orden correcto para reconstruir el genoma.

### Secuenciación de nueva generación (NGS)
La secuenciación de ADN de nueva generación (NGS) se refiere al uso de tecnologías para secuenciación de ADN que surgieron poco después de que se completara el Proyecto del Genoma Humano (que se basó en el método de primera generación de secuenciación de Sanger). Las tecnologías de NGS son más rápidas y menos costosas y pueden secuenciar un genoma humano completo en un día.

## Diferencias de la genómica y otras ramas de la biología
A diferencia de la genética clásica que busca el o los genes responsables de un fenotipo determinado, la genómica tiene como objetivo el genotipo y predecir la función de los genes a partir de su secuencia o de sus interacciones con otros genes. Así, la genómica tiene un enfoque distinto para responder preguntas biológicas cuando se compara con otras ramas de la biología más tradicionales. En lugar de un enfoque reduccionista, más comúnmente usado en otras ramas como lo son la biología molecular o la bioquímica, la genómica trata estos problemas de manera global. En el caso del estudio puro de genomas, la secuenciación de un genoma genera información sobre todos los genes presentes en un genoma. Distintas características de los genes como la posición en el genoma, la conservación de los genes observada entre distintas especies y las predicciones de la estructura de las proteínas o el ARN ahí codificados permiten inferir la función de algunos de los genes estudiados. En la genómica aplicada a estudios de transcriptómica se estudian los patrones de expresión de distintos genes a una escala global (véase Chip de ADN, PCR en tiempo real). De esta forma es posible sugerir posibles funciones e interacciones de genes observadas en un punto en el tiempo.
Dado el gran número de datos adquiridos en los estudios genómicos, ha sido necesaria la interdisciplinariedad para aportar nociones biológicas, estadísticas e informáticas con el objetivo de conseguir integrar los datos para poder conseguir información útil para el conocimiento científico y la sociedad.
Por otra parte, los estudios en genómica utilizan una estrategia Top-Down para analizar preguntas en biología. Con este enfoque, primero se observa el comportamiento global de muchos genes o biomoléculas en un organismo (ARN mensajero, proteínas, metabolitos, etc.) y finalmente se llega a conclusiones más particulares que conciernen solo a algunas biomoléculas. De este modo, la aplicación de las ciencias genómicas permite abordar preguntas de gran importancia en biología que requieren de una comprensión global del problema. Por ejemplo, para el estudio de distintas enfermedades genéticas complejas es necesario disponer de una lista completa de los genes participantes y luego estudiar sus interacciones. Para entender la evolución de los genomas también es necesario disponer de secuencias completas para poder inferir distintos eventos que pudieron dar lugar al estado actual del genoma.
Para abordar distintos problemas biológicos, las ciencias genómicas se subdividen en distintas áreas de conocimiento, por ejemplo la genómica funcional, la genómica estructural y la genómica comparativa.

## Aplicaciones de la genómica
Existen muchas áreas relacionadas con la genómica que se han ido desarrollando a lo largo de los años, algunas de las más importantes por su potencial tanto económico como social y ambiental son la medicina genómica, la genómica agropecuaria, la genómica forense, la genómica ambiental, la genómica industrial, etc. La genómica es de gran importancia en la investigación de enfermedades genéticas.
- Estudio de enfermedades genéticas:

Las enfermedades genéticas en el ser humano pueden ser de dos tipos: enfermedades mendelianas o enfermedades poligénicas. Las enfermedades mendelianas generalmente son causadas por un defecto en un solo gen, lo que dificulta su estudio debido a la penetrancia incompleta, aunque este factor también hace que existan distintos niveles de gravedad dependiendo del individuo. La mayoría de las enfermedades genéticas que afectan a humanos son poligénicas (enfermedades cardiovasculares, asma, cáncer, etc.), por lo que están producidas por distintos genes, la presión ambiental y las interacciones entre estos. Hay tres maneras diferentes de llevar a cabo el mapeo de las variantes genéticas implicadas en una enfermedad: clonación funcional, estrategia del gen candidato y clonación posicional.
- Respuesta a fármacos:

El medicamento perfecto sería aquel que, siendo efectivo contra una enfermedad, no produjera efectos secundarios. Ya que esto no se ajusta a la realidad, en la que un mismo fármaco puede causar efectos totalmente diferentes en dos individuos, el objetivo de la farmacogenómica es entender la variabilidad de unos pacientes a otros del medicamento e intentar definir el tratamiento que mejor se ajuste a cada individuo.
- Estudios de domesticación: Actualmente, con el uso de las herramientas genéticas se ha iniciado el estudio de los cambios fenotípicos que los animales han debido atravesar durante procesos de domesticación, para lo cual, por ejemplo, se pueden usar elementos como SNP en sitios conservados no codificantes y secuencias codificantes, así como diversidad de nucleótidos dentro de las poblaciones de animales, como el caso del conejo. Estos datos podrían proveer información sobre polimorfismos o reducciones de la diversidad genética durante la colonización de nuevos sitios por parte de los animales.

## La genómica en el futuro
Los genomas que han sido secuenciados han sido muy útiles para la humanidad, pero son una mínima parte del total de genomas existentes. La secuenciación de estos genomas aportará información muy valiosa para el tratamiento de enfermedades, la agricultura y la biotecnología. Las secuencias genómicas completas de mamíferos ayudarán al entendimiento de la evolución y función del genoma humano. En el futuro, la información sobre la secuencia genómica completa podrá aplicarse en el tratamiento individual de pacientes, incluso en recién nacidos, dando lugar a una medicina más individualizada. El conocimiento de secuencias completas también tiene un aspecto negativo, ya que puede llevar a la discriminación de algunas personas identificadas como portadores de secuencias que determinan enfermedades, trastornos y rasgos físicos.

## Herramientas de uso genómico
Para los análisis genéticos del desarrollo de la domesticación en los animales se podrían emplear programas de secuenciación genética como el caso de OryCun 2.0, así como también de Ensembl tomando en cuenta UTR, regiones no codificantes de ARN, y regiones no codificantes conservadas con el fin de poder determinar aquellas regiones genómicas bajo selección durante la domesticación. Estos parámetros de análisis también se pueden complementar con análisis de diversidad genética y heterocigosis entre conejos salvajes y domésticos, al igual que con otro tipo de animales.